# Parc de l'Oest
El Parc de l'Oest (castellà: Parque del Oeste) és un parc municipal de València situat a l'oest de la ciutat, entre el camí Molí i l'avinguda de la Diputació, al barri de les Tres Forques. És, segons l'alcalde Joan Ribó, «un dels parcs més populars i estimats per la ciutadania».
Inaugurat en 1995, es construí on abans hi havia l'Antiga Caserna de l’Exèrcit de l’Aire, de la qual es conserva simbòlicament un avió reactor que s'exhibeix als visitants. D'acord amb el regidor Sergi Campillo, això responia a la necessitat d'espais verds del veïnat.
Hi ha una piscina a la vora de l'avinguda del Cid. També s'hi troben dos escenaris de fusta arran de terra enfront dels quals hom pot seure en llargs bancs de pedra. Allà es fan espectacles.
El març del 2018, com la majoria de parcs de València, va ser tancat provisionalment pel risc del vent. Això havia passat igualment el gener del 2010, per la possibilitat que les branques dels seus nombrosos arbres es trenquen i ferixen a la població.
El 2020, amb previsió de 6 mesos de durada, l'esplanada central fon remodelada amb un pressupost de 525.000 €. El pla era fer una remodelació progressiva de tot l'espai per la importància que té com a zona freqüentada. En total, això comportà 3 mesos addicionals de faena i 412.694 € d'inversió. En el procés, es feu més accessible per a gent major i persones amb mobilitat reduïda. També se plantaren 39 arbres nous.